# Zonsé
Zonsé è un dipartimento del Burkina Faso classificato come comune, situato della Provincia  di Boulgou, facente parte della Regione del Centro-Est.
Il dipartimento si compone del capoluogo e di altri 13 villaggi: Boutaya, Diarra-Betongo, Diella, Dimvousse, Gnekouneta, Guiemssim, Kareta, Korgoreya, Koungou, Kourga, Landre, Litaya, Mangare, Ponga, Possodo, Samprabissa, Sangou-Nazela, Saoupo, Soboya, Soper, Yerba-Peulh e Yergoya.